# Santo Niño (Samar)
Pour les articles homonymes, voir Santo Niño.
Santo Niño est une municipalité insulaire de la province du Samar, aux Philippines.
Sa population est de 13 504 habitants au recensement de 2010 sur une superficie de 30 km2, subdivisée en 13 barangays.
La municipalité occupe deux îles au large de Samar entre cette dernière et l'île d'Almagro. Au nord l'île de Camandag et à environ 3 km au sud Santo Niño (ou Limbangcavayan) la plus grande (19 km2). Entre ces deux îles se trouve l'îlot de Pilar qui fait également partie de la municipalité.

## Source
- (en) Cet article est partiellement ou en totalité issu de l’article de Wikipédia en anglais intitulé « Santo Niño, Samar » (voir la liste des auteurs).